# SUW-N-1
RPK-1 Wichr war ein U-Boot-Abwehrraketen-System aus der Sowjetunion das ballistische Raketen vom Typ 82R verwendete. Der NATO-Codename für das gesamte System lautete SUW-N-1 und der für die Rakete FRAS-1.

## Geschichte
Am 13. Oktober 1960 erteilten das Zentralkomitee der KpdSU und der Ministerrat der UdSSR den Auftrag zur Entwicklung einer neuen Rakete zur U-Jagd. Dies war eine Reaktion auf die zahlreichen Atom-U-Boote, welche von den Vereinigten Staaten gebaut wurden. Insbesondere die U-Boote mit ballistischen Raketen mit den UGM-27A Polaris-Mittelstreckenraketen wurden als eine ernsthafte Bedrohung für die Sowjetunion angesehen. Ziel war es, eine U-Boot-Abwehrrakete zu entwickeln, mit der U-Boote auf große Entfernung bekämpft werden konnten. Die Entwicklung erfolgte in den Konstruktionsbüros NII-1 (ab 1967 Moskauer Institut für Wärmetechnik) und NPP Start. Bis 1963 wurde ein RPK-1-Prototyp auf der Fregatte OS-332 der 159 Petya-I-Klasse verbaut. Mit diesem Schiff wurden Schießversuche auf dem Testgelände Balaklawa bei der Krim durchgeführt. Im Jahr 1964 begann die Serienproduktion der Raketen. Im selben Jahr erfolgten die Abnahmetests der Staatsbehörden, bei denen rund 40 Raketen gestartet wurden. Nachdem das RPK-1-System nachgebessert werden musste, fanden 1967 weitere Tests auf dem Flugdeckkreuzer Moskwa statt. Schließlich wurde das RPK-1-System 1968 offiziell in die Bewaffnung der sowjetischen Marine aufgenommen. Insgesamt wurden 200–300 Raketen produziert.

## Technik
Das RPK-1-System wurde zur Bekämpfung von getauchten U-Booten mittels raketentransportierten, nuklearen Wasserbomben entwickelt. Daneben konnte es auch gegen Schiffe eingesetzt werden. RPK-1 war auf Flugdeckkreuzern installiert. Das System bestand aus einem PUSTB-1123-Feuerleitrechner, einem MS-18/32 Starter sowie 82R-Raketen in einem Magazin unter dem Schiffsdeck.
Das RPK-1-System wurde von dem Feuerleitsystem PUSTB-1123 Sprut gesteuert. In diesem liefen alle Informationen zur U-Jagd und Flugabwehr zusammen. Mit ihm wurden die nötigen Zielparameter errechnet sowie das RPK-1-System gesteuert und überwacht. Weiter wurde mit dem PUSTB-1123 auch die Feuerleitung für die Flugabwehrraketen M-11 Schtorm übernommen.
Die 82R-Raketen waren ungelenkte, drallstabilisierte ballistische Raketen. Als Gefechtskopf wurde eine Wasserbombe mit einem Nukleargefechtskopf verwendet. Dieser hatte eine Sprengleistung von 10 kT. Am Raketenheck waren vier starre, trapezförmige Stabilisierungsflächen montiert. Raketen waren einstufige Flugkörper mit einem Feststoffraketentriebwerk. Als Raketentreibstoff wurde ein Doppelbasistreibstoff auf der Basis von Nitrocellulose verwendet. Weiter besaß die Rakete vier Rotationstriebwerke. Diese befanden in der vorderen Rumpfsektion. Der Schubstrahl der Rotationstriebwerke trat aus Düsen aus, die senkrecht zur Längsachse und tangential zum Umfang der Rakete angeordnet waren. Diese wurden unmittelbar nach dem Start gezündet. Dadurch wurde die Rakete in Umdrehung um ihre Längsachse versetzt, was den Flug stabilisierte.
Die Raketen waren unter dem Schiffsdeck in zwei Trommelmagazinen gelagert. Die Magazine fasten 8 oder 16 Raketen. Von dort wurden sie automatisch in einen Raum transportiert, in dem von der Schiffsbesatzung der Zünder für den Nukleargefechtskopf entsprechend eingestellt wurde. Danach wurden die Raketen automatisch weiter zum Starter transportiert und auf die Werferarme geschoben. Die MS-18 oder MS-32-Doppelstarter waren in der Horizontalen um 300° drehbar und die beiden Werferarme waren in der Vertikalen bis maximal 54° anstellbar. Zum Beladen wurden die Werferarme in einem Winkel von 45° angestellt.

## Varianten
- RPK-1 Wichr: Standardversion aus dem Jahr 1968 mit nuklearer Wasserbombe als Gefechtskopf. Reichweite 24 km.
- RPK-1M Wichr-M: Projekt aus den frühen 1970er-Jahren. Mit einem Typ 45 Kolibri-Torpedo als Gefechtskopf. Das Projekt wurde 1973 eingestellt.

## Einsatzkonzept
Nachdem ein getauchtes U-Boot mit dem Schiffssonar, Bordhubschrauber oder Sonarbojen geortet worden war, wurde die Position und der Kurs des U-Bootes in das PUSTB-1123 Sprut-Feuerleitsystem eingegeben. Dieses ermittelte die nötigen Werte für den Raketenstart. Dann wurde Raketen-Starter auf das nötige Azimut gedreht und den erforderlichen Vertikalwinkel eingestellt. Der Start konnte bei bis zu 32 Knoten Fahrt erfolgen. Beim Start beschleunigte das Feststoffraketentriebwerk die 82R-Rakete auf eine Geschwindigkeit von 612 m/s (Mach 1,8). Nach dem Ausbrennen des Raketentriebwerkes erfolgte der Weiterflug antriebslos auf der Flugbahn einer Wurfparabel. Die minimale Schussdistanz betrug 10,5 km und die maximale 24 km. Kurz vor dem Erreichen der Meeresoberfläche wurde der Gefechtskopf vom Raketenrumpf losgelöst. Die Raketen hatten bei der Maximalreichweite einem Streukreisradius (CEP) von maximal 1.200 m. Nach dem Eintauchen hatte der Gefechtskopf eine Sinkgeschwindigkeit von 12 m/s. Die maximale Tauchtiefe betrug 200 m. Der Nukleargefechtskopf wurde mit einem Näherungszünder oder in einer vorselektierten Tiefe mittels Wasserdruck-Zünder oder einem Zeitzünder zur Detonation gebracht. Der Wirkungsradius der unterseeischen Kernwaffenexplosion gegen ein getauchtes U-Boot betrug 1,2–1,5 km. In einer sekundären Rolle konnte RPK-1 auch gegen Überwasserschiffe eingesetzt werden. In diesem Fall wurde der Gefechtskopfzünder der 82R-Rakete auf eine Tauchtiefe von Null Meter eingestellt, so dass der Nukleargefechtskopf beim Auftreffen auf der Meeresoberfläche detonierte.

## Verbreitung und Status
RPK-1 Wichr wurde nur innerhalb der Sowjetischen Marine bzw. der Russischen Marine verwendet und wurde nicht exportiert. Im Jahr 1993 wurden die letzten RPK-1 außer Dienst gestellt. Folgende Schiffklassen waren damit ausgerüstet:
- 1123 Moskwa-Klasse: 1 × MS-18-Doppelstarter mit 8 Raketen
- 1143 Kiew-Klasse: 1 × MS-32-Doppelstarter mit 16 Raketen